# Merko Ehitus
AS Merko Ehitus Eesti — естонська будівельна компанія, що працює в Естонії, Латвії та Литві. Заснована у 1990 році. Штаб-квартира компанії розташована у Таллінні.
Компанія постійно входить до числа найбільших будівельних компаній Естонії, і завдяки обігу (за 2005 рік) в розмірі понад 3 млрд крон стала найбільшою будівельною компанією Прибалтики. Займається зведенням як житлових будинків, так і промислових об'єктів.